# Восставший из ада 4: Кровное родство
«Восставший из ада 4: Кровное родство» (англ. Hellraiser IV: Bloodline) — американский фильм ужасов, четвертая часть серии Восставший из ада, которая одновременно является приквелом к первой части, продолжением третей и продолжением десятой. Фильм снят в 1996 году режиссёром Кевином Ягером. В фильме также представлены Брюс Рэмси, Валентина Варгас, Ким Майерс и Адам Скотт (в его первой крупной роли в кино). 
Это был последний фильм Восставший из ада, выпущенный в кинотеатрах и последний, в котором было какое-либо официальное участие создателя серии Клайва Баркера, а также последний фильм в хронологии. Новые сцены и повторные съемки изменили отношения нескольких персонажей, дали фильму счастливый конец, ранее представили персонажа Пинхеда и сократили хронометраж на 25 минут. Ягер почувствовал, что изменения слишком сильно расходятся с его видением, и ему был предоставлен псевдоним Алана Смити, псевдоним, используемый режиссерами, которые хотят остаться незамеченными. 
Miramax выпустила четвертый фильм в США 8 марта 1996 года, где он собрал всего 9 миллионов долларов при бюджете в 4. Он не был показан критикам заранее и получил в основном негативные отзывы.

## Сюжет

### 2127 год
2127 год, космическая станция «Минос». Командир станции доктор Мерчант (Брюс Рэмси) с помощью робота открывает шкатулку Лемаршана. На станцию в это время высаживаются коммандос и арестовывают Мерчанта за захват и использование станции не по назначению. Техник отряда, Чемберлен (Том Дуган), сообщает, что станция выведена из строя, а вся электроэнергия направлена в каюту Мерчанта. Коммандос Риммер (Кристин Харнос) допрашивает учёного. Он соглашается всё объяснить и рассказывает историю своего рода.

### 1796 год
1796 год. Филипп Лемаршан, предок учёного и один из величайших мастеров Франции своего времени, создаёт шкатулку-головоломку для герцога де Л’Иля, любителя оккультизма. Герцог заманивает в свой дворец одинокую женщину, которой Жак (Адам Скотт), слуга де Л’Иля, ломает шею. Герцог проводит ритуал вызова демона и вселяет его в тело убитой женщины, нарекая новое существо Анжеликой. Шкатулка становится ключом к вратам ада. Лемаршан решает уничтожить её и разрабатывает конструкцию другой шкатулки, в которой мощные световые лучи должны осветить весь Ад и уничтожить его. Но с существующими зеркалами сделать это устройство невозможно. Мастер игрушек проникает во дворец заказчика, чтобы выкрасть шкатулку, но находит де Л’Иля мёртвым и вскоре сам погибает от рук демона. Перед смертью Лемаршан просит свою беременную жену спасти ребёнка.

### 1996 год
В 1996 году Анжелика (Валентина Варгас) узнаёт о потомке Лемаршана архитекторе Джоне Мерчанте, который живёт в Нью-Йорке, и намеревается найти его. Когда бывший слуга герцога Жак препятствует Анжелике, демоница убивает его. В Нью-Йорке она находит Мерчанта и разыскивает шкатулку, замурованную в железобетонной колонне. Когда Анжелика открывает шкатулку, из ада появляется Пинхед (Даг Брэдли), который решает соединить оба мира.
Когда двое охранников-братьев бродят по зданию, построенному по плану Мерчанта, и находят не указанный на схеме коридор, на них нападают Пинхед и Анжелика. Братья умоляют Пинхеда не разлучать их, и тот превращает их в сиамских близнецов-сенобитов. Взяв в заложники жену и сына архитектора, Пинхед заставляет его доработать здание, чтобы превратить его в гигантские ворота ада. Мерчант воплощает конструкцию своего предка, но в решающий момент происходит сбой компьютера. Недовольный Пинхед убивает Мерчанта, но его жена и сын спасаются. Пинхед и Анжелика изгоняются в ад.

### 2127 год
В 2127 году доктор Мерчант вызывает на станцию Пинхеда и его свиту. Коммандос прерывают процесс, а один из них, Паркер (Рэн Т. Браун), случайно освобождает сенобитов, после чего с ним теряется связь. Другой боец коммандос, Кардуччи (Уильям Паттерсон Скиппер), отправляется на поиски и находит изуродованный труп Паркера. Сенобиты убивают Кардуччи, но тот успевает сообщить по рации о нападении. Чемберлен, столкнувшись в коридоре с Пинхедом, спасается от него бегством, но погибает при нападении зверя-сенобита. Кардуччи ищет командир отряда Эдвардс (Пол Перри), но его убивают сенобиты-близнецы. Мерчант убеждает Риммер бежать со станции. Пинхед находит учёного и, предвкушая победу, заявляет ему, что игра закончена, но узнаёт, что разговаривал не с Мерчантом, а с его голографической моделью. Сам Мерчант и Риммер покидают станцию в спасательном корабле. Станция, которую Мерчант построил по разработкам своих предков, начинает складываться в куб. Лазер и зеркала создают внутри «вечный свет», который уничтожает всех сенобитов, после чего станция, сложившись в Конфигурацию Плача, взрывается.

## В ролях
- Брюс Рэмси — Филипп Лемершан, Джон Мерчант, доктор Пол Мерчант
- Валентина Варгас — Анжелика
- Даг Бредли — Пинхэд
- Шарлотта Чаттон — Женевьева ЛеМершан
- Адам Скотт — Жак
- Ким Майерс — Бобби Мерчант
- Мики Коттрелл — герцог Де Л’Иль
- Луис Туренне — Огюст
- Куртлэнд Мид — Джек Мерчант
- Луис Мустилльо — Шарп
- Джоди Сент-Майкл — Зверь
- Пол Перри — Эдвардс
- Пэт Скиппер — Кардуччи
- Кристин Харнос — Риммер
- Рен Браун — Паркер
- Том Дуган — Чемберлен
- Майкл Полиш — первый сенобит-близнец
- Марк Полиш — второй сенобит-близнец
- Джимми Шулке — первый охранник
- Дэвид Шулке — второй охранник